# Стэнкулеску, Виктор
Виктор Атанасие Стэнкулеску (рум. Victor Atanasie Stănculescu; 10 мая 1928, Текуч, Королевство Румыния — 19 июня 2016, с. Германешти, Илфов, Румыния) — румынский политический, военный и государственный деятель, революционер, министр обороны Румынии в 1990—1991 годах. Сыграл ключевую роль в Румынской революции 1989 года.

## Биография
Родился 10 мая 1928 в Текуче.
Работал санитарным инструктором на заводе «Бумбешти-Ливезени». В 1949 году окончил Военное артиллерийское офицерское училище в Сибиу, в 1952 году — артиллерийский факультет Военной академии им. И. В. Сталина в Бухаресте, а затем — аспирантуру Института экономики и планирования. Также прошел обучение на курсах марксизма-ленинизма.
В 1952—1955 годах — начальник штаба артиллерии 38-го армейского корпуса в Тимишоаре. Затем занимал должности начальника отдела, начальника управления, а затем заместителя начальника Генерального штаба и начальника управления организации, мобилизации, планирования, повышения квалификации Генерального штаба.
Являлся начальником экономического департамента Министерства национальной обороны Социалистической Республики Румыния (СРР).
В 1981—1988 годах — заместитель, а с 1986 по 1989 года — первый заместитель министра национальной обороны СРР.
Одновременно избирался президентом Румынской федерации современного пятиборья (1971—1990).
В 1989 году, когда министр обороны Василе Миля отказался применять военную силу против демонстрантов в Тимишоаре, генерал-лейтенант Стэнкулеску жестоко подавил выступление, за что генеральный секретарь ЦК РКП и президент СРР Николае Чаушеску назначил его военным комендантом Тимишоары.
Через несколько дней, во время народных выступлений в Бухаресте, после смерти генерала Миля, он был назначен исполняющим обязанности министра обороны. Находясь в этой должности, Стэнкулеску арестовал заместителя министра Илие Чаушеску, младшего брата Николае, и издал войскам категорический приказ не применять оружие и оставаться в казармах, однако фактически не препятствовал участию войск в атаках на сторонников Чаушеску.
Вместе с Джелу Войканом Войкулеску и Вирджилом Мэгуряну руководил военным трибуналом, приговорившим к расстрелу Николае и Елену Чаушеску.
28 декабря 1989 года был назначен министром национальной экономики, ему было присвоено звание генерал-полковника. С февраля 1990 года — министр национальной обороны, оставался в этой должности до апреля 1991 года, когда ушло в отставку правительство Петре Романа. В мае 1991 года получил звание генерала армии и отправлен в отставку.
В 1999 году Верховный суд приговорил его к 15 годам лишения свободы за отданный приказ о применении оружия против демонстрантов в Тимишоаре, его апелляция окончательно была отклонена в 2008 году.
21 декабря 2003 года его 68-летняя жена Елена покончила жизнь самоубийством, выбросившись со второго этажа дома, где они проживали.
В 2007 году были расследованы события, произошедшие в декабре 1989 года в Тимишоаре. По результатам проведённого расследования выяснилось, что приказ стрелять в демонстрантов отдавал именно генерал Стэнкулеску  от имени Николае Чаушеску. Кроме того, в тех событиях было не более 60 тысяч убитых (как первоначально заявлялось), а около 1 тысячи. Кроме того, в 2009 году один из участников казни Чаушеску, бывший десантник Дорин-Мариан Чирлан, рассказал в интервью о тех событиях. Так, казнь бывший десантник назвал «политическим убийством». По заявлению Чирлана, участников казни лично выбирал Виктор Стэнкулеску, являвшийся организатором трибунала, который проходил с нарушениями и был полностью постановочным. Выделенные адвокаты же играли роль обвинения.
20 мая 2014 года, после отбывания пяти из назначенных ему пятнадцати лет тюремного заключения, был условно-досрочно освобождён. В марте 2015 года Европейский суд по правам человека отклонил его жалобу о предполагаемых нарушениях в ходе судебного процесса.
Умер 19 июня 2016 года в доме престарелых после недавно перенесённого инсульта в возрасте 88 лет.

## Награды
- Медаль «Румынская революция декабря 1989 года» (13 декабря 1991 года)[9]